# 문화 외교

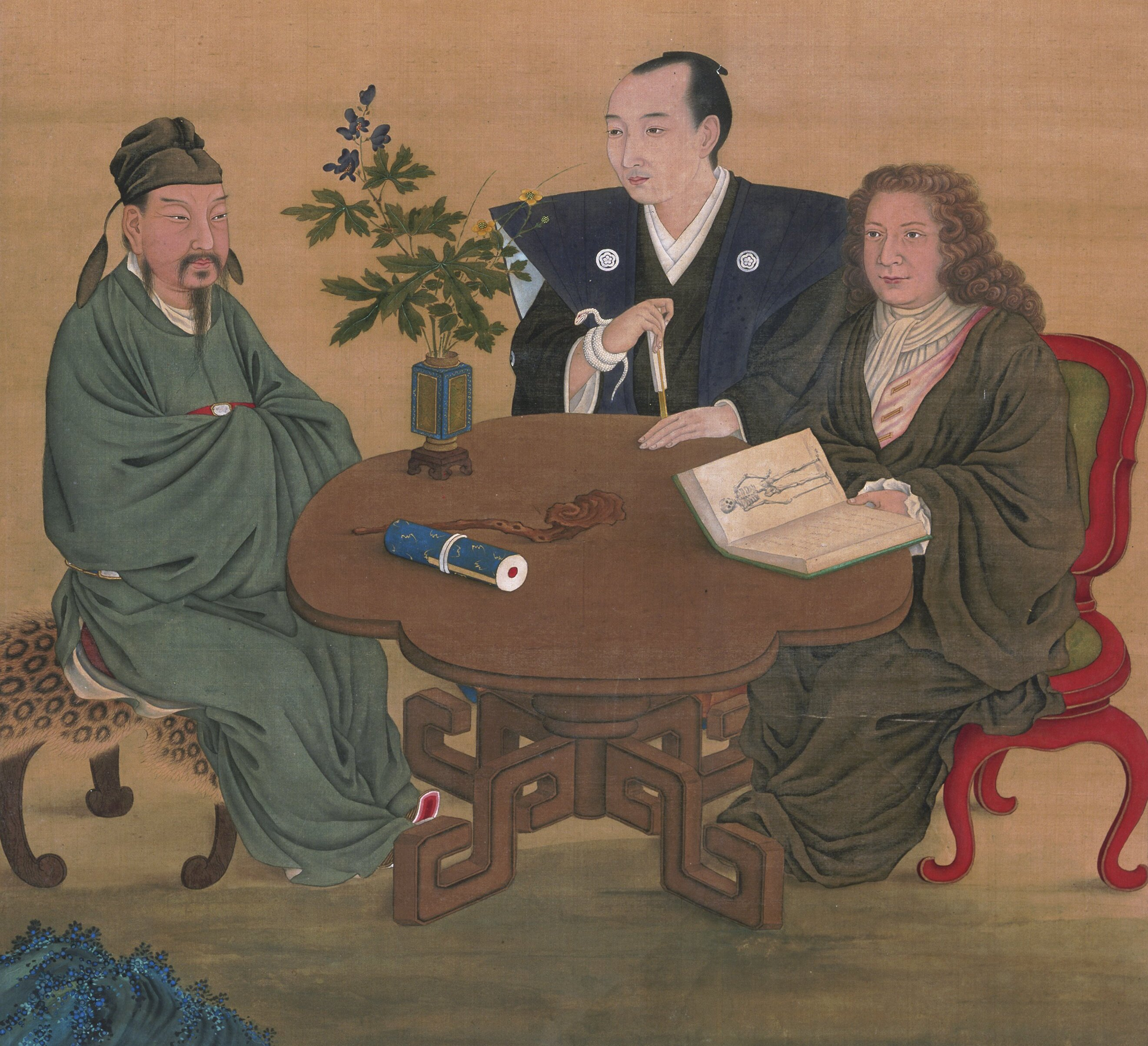
시바 코칸이 그린 일본, 중국, 서양의 만남. c. 18세기 후반

문화 외교는 "국가와 국민들 간의 상호 이해를 증진하기 위한 아이디어, 정보, 예술, 언어 및 기타 문화적 측면의 교환"을 포함하는 소프트 파워의 한 종류이다. 문화 외교의 목적은 외국 국민들이 해당 국가의 이상과 제도를 이해하게 하여 경제적, 정치적 목표에 대한 광범위한 지지를 구축하는 데 있다. 본질적으로 "문화 외교는 한 국가의 영혼을 드러내고", 이는 다시 영향력을 창출한다. 공공외교는 국가 안보 목표를 증진하는 데 중요한 역할을 해왔다.

## 정의
2006년 브라운 세계 문제 저널에 실린 기사에서 신시아 페린 슈나이더는 다음과 같이 썼다: "공공 외교는 한 국가가 자신을 세상에 설명하기 위해 하는 모든 것으로 구성되며, 문화 외교(상호 이해를 높이기 위한 창의적인 표현과 아이디어, 정보, 사람들의 교환)는 그 내용의 대부분을 제공한다."
문화는 사회에 의미를 부여하는 가치관과 관행의 집합이다. 여기에는 고급 문화(엘리트에게 호소하는 문학, 예술, 교육)와 대중문화(대중에게 호소하는 것)가 모두 포함된다. 이것이 정부가 문화 외교에 참여할 때 외국 청중에게 보여주려고 하는 것이다. 이는 "강요나 대가가 아닌 매력을 통해 원하는 것을 얻는 능력. 이는 한 국가의 문화, 정치적 이상 및 정책에서 비롯된다"는 소프트 파워의 한 유형이다. 이는 문화의 가치가 외국인을 한 국가로 끌어들이는 능력에 있음을 나타낸다. 문화 외교는 또한 공공외교의 한 구성 요소이다. 공공 외교는 더 큰 사회와 문화에 의해 향상되지만, 동시에 공공 외교는 "그 사회와 문화를 전 세계에 증폭시키고 광고하는" 데 도움이 된다. 공공 외교의 정보 구성 요소는 전달되는 정보에 신뢰성을 부여하는 관계가 이미 존재할 때만 완전히 효과적일 수 있다고 주장할 수 있다. 이는 상대방의 문화에 대한 지식에서 비롯된다. 문화 외교는 "공공 외교의 핵심"이라고 불려왔는데, 이는 문화 활동이 한 국가의 가장 좋은 면을 보여줄 잠재력을 가지고 있기 때문이다.
전 국무부 문화 외교 실무자였던 리처드 T. 안트는 다음과 같이 말했다: "문화 관계는 정부의 개입 없이 무역 및 관광 거래, 학생 교류, 통신, 도서 유통, 이주, 미디어 접근, 이종 결혼 등 수백만 건의 일상적인 문화 간 만남을 통해 자연스럽고 유기적으로 성장한다. 이것이 옳다면, 문화 외교는 국가 이익을 증진하기 위해 공식 외교관이 국가 정부에 봉사하며 이러한 자연스러운 흐름을 형성하고 유도하려고 할 때만 발생한다고 말할 수 있다." 문화 외교가 위에서 언급했듯이 정부 활동임에도 불구하고, 민간 부문은 매우 중요한 역할을 한다는 점에 유의해야 한다. 정부는 문화를 창조하지 않기 때문에, 정부는 단지 문화를 알리고 이러한 유기적 성장이 국가 정책에 미칠 영향을 정의하려고 시도할 뿐이다. 문화 외교는 이러한 출처와 성과를 활용하고 이를 해외에 알림으로써 국제 환경을 관리하려고 시도한다. 이의 중요한 측면은 경청이다. 문화 외교는 양방향 교환을 의미한다. 이 교환은 상호 이해를 증진하고 그로 인해 목표 국가 내에서 영향력을 얻는 것을 목표로 한다. 문화 외교는 정부 기관에 가깝기 때문에 신뢰성을 얻는 것이 아니라 문화 당국에 가깝기 때문에 신뢰성을 얻는다.

## 목표
궁극적으로 문화 외교의 목표는 외국 청중에게 영향을 미치고, 장기적으로 구축된 그 영향력을 정책에 대한 지지를 얻기 위한 선의의 자산으로 사용하는 것이다. 문화 외교는 문화적 요소를 활용하여 외국인들이 다음을 유도하고자 한다.
- 해당 국가의 국민, 문화 및 정책에 대해 긍정적인 시각을 갖도록 한다.
- 양국 간의 더 큰 협력을 유도한다.
- 목표 국가의 정책 또는 정치 환경 변화를 돕는다.
- 목표 국가와의 갈등을 예방, 관리 및 완화한다.

결과적으로, 문화 외교는 한 국가가 교류하고 있는 외국을 더 잘 이해하도록 돕고 상호 이해를 증진시킨다. 문화 외교는 전통적인 외교가 일반적으로 기대하는 것과는 달리 아무런 대가도 바라지 않고 국제 관계를 수행하는 방법이다. 문화 교류 프로그램은 외국에 대한 호의적인 인상을 전달하는 매개체 역할을 하여 외부인의 문화적 관행에 대한 이해와 승인을 얻고 다른 문화들 사이에서 사회적 규범을 자연스럽게 만든다.
일반적으로 문화 외교는 특정 정책 문제보다는 장기적인 관점에 더 집중한다. 의도는 사람들과 직접 소통함으로써 장기적으로 필요한 시기에 영향력을 구축하는 것이다. 이러한 영향력은 국가 안보부터 관광 및 상업 기회 증가에 이르기까지 다양한 함의를 가진다. 이를 통해 정부는 중립적이며 사람 대 사람의 접촉에 기반한 "신뢰의 기반"과 상호 이해를 형성할 수 있다. 문화 외교의 또 다른 독특하고 중요한 요소는 청소년, 비엘리트 및 전통적인 대사관 관계 외의 다른 청중에게 도달할 수 있는 능력이다. 요컨대, 문화 외교는 이상, 아이디어, 정치적 주장, 영적인 인식 및 세계에 대한 일반적인 관점을 외국에 심는 것으로, 이는 외국에서 번성할 수도 있고 그렇지 않을 수도 있다. 그러므로 문화 외교를 통해 확산되는 미국 가치에 대한 이데올로기는 더 나은 삶을 추구하는 사람들이 행복과 자유가 바람직하고 달성 가능한 목표로 묘사되는 서방 세계를 바라보게 한다.

## 국가 안보와의 연관성
문화 외교는 국력을 보여주는 것으로, 부, 과학 기술 발전, 스포츠와 산업부터 군사력에 이르기까지 모든 분야에서의 경쟁력, 그리고 국가의 전반적인 자신감 등 문화의 모든 측면을 외국 청중에게 보여주기 때문이다. 힘에 대한 인식은 한 국가가 안보를 보장하는 능력에 중요한 영향을 미친다. 더욱이 문화 외교는 정치적, 이념적 주장을 포함하고 설득과 옹호의 언어를 사용하기 때문에 정치적 전쟁의 도구로 사용될 수 있으며 전통적인 전쟁 목표를 달성하는 데 유용할 수 있다. 한 중국 활동가는 다음과 같이 인용되었다: "우리는 많은 할리우드 영화를 보았다. 그 영화들은 결혼식, 장례식, 그리고 법원에 가는 것을 다룬다. 그래서 이제 우리는 인생에서 몇 번 법원에 가는 것이 당연하다고 생각한다."
국가 안보 목표를 지원하는 정책 측면에서, 정보 혁명은 점점 더 연결된 세상을 만들어냈고, 여기에서 가치와 동기에 대한 대중의 인식이 정책에 대한 국제적 지지를 얻는 데 도움이 되거나 방해가 되는 환경을 조성할 수 있다. 중요한 국제적 발전에 영향을 미치기 위한 노력은 국가의 행동 해석을 정의하는 정보 전쟁에서 승리하는 것에 점점 더 초점이 맞춰지고 있다. 만약 어떤 행동이 해외에서 국가가 의도한 대로 해석되지 않는다면, 그 행동 자체는 무의미해질 수 있다.
문화 외교 참가자들은 종종 공식 대사관 직원들이 모르는 외국 태도에 대한 통찰력을 가지고 있다. 이는 외국 국가의 의도와 역량을 더 잘 이해하는 데 사용될 수 있다. 또한 적대적인 선전과 공개출처정보 수집에 대응하는 데도 사용될 수 있다.

## 도구 및 사례
문화 외교는 다양한 매체를 활용한다.
- 영화, 무용, 음악, 회화, 조각 등을 포함한 예술.
- 수많은 문화적 대상을 전시할 수 있는 잠재력을 제공하는 전시회.
- 해외 대학 및 어학 프로그램과 같은 교육 프로그램.
- 교환 – 과학, 예술, 교육 등.
- 문학 – 해외 도서관 설립 및 대중 작품과 국가 작품 번역.
- 뉴스 및 문화 프로그램 방송.
- 국가에 대한 사려 깊음과 존중을 보여주는 선물.
- 종교 간 대화를 포함한 종교 외교.
- 아이디어 및 사회 정책의 홍보 및 설명.
- 친선 방문.

이 모든 도구는 한 국가의 문화를 외국 청중에게 이해시키고자 한다. 이들은 목표 청중과 관련성이 입증될 때 가장 효과적이다. 이러한 도구는 NGO, 해외 디아스포라 및 정당을 통해 활용될 수 있으며, 이는 관련성 및 이해라는 과제를 해결하는 데 도움이 될 수 있다.

### 예술

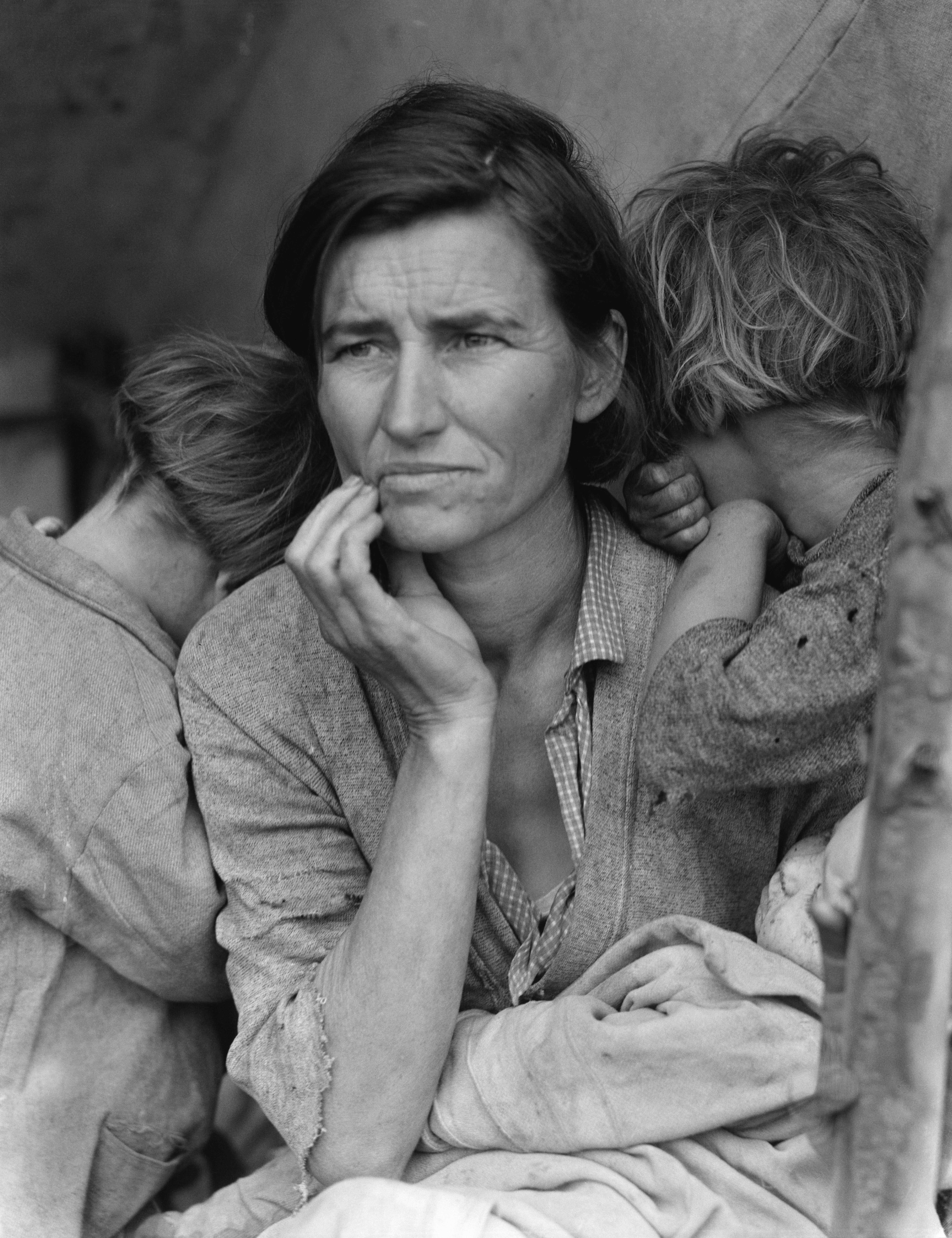
이주민 어머니 (1936), 도로시아 랭

1950년대 소련은 지역 혁명 해방 운동을 후원하여 평화, 국제 계급 연대, 진보와 관련된 명성을 얻었다. 미국은 6.25 전쟁에 개입하고 현상 유지를 옹호하는 것으로 알려져 있었다. 이러한 인식을 바꾸기 위해 미국 문화 정보국(USIA)은 인류 가족이라는 사진전을 후원했다. 이 전시는 원래 뉴욕시 현대미술관에서 열렸지만, USIA는 이 전시가 39개국 91개 지역에서 전시될 수 있도록 도왔다. 237명의 전문 및 아마추어 사진가가 찍은 503장의 사진은 에드워드 스타이켄이 큐레이팅하고 모아 놓았다. 이 사진들은 연애, 출생, 육아, 일, 자기표현 등 다양한 단계의 일상적인 인간 삶의 모습과 대공황의 이미지를 보여주었다. 이 이미지들은 다문화적이었고, 노골적으로 정치적인 것은 거의 없었으며, 미국의 소프트 파워 기반인 미국 문화의 절충주의와 다양성을 보여주었다. 이 전시는 매우 인기가 많았고 많은 군중을 끌어모았으며, 요컨대 미국은 "세상에 세상을 보여주었고, 그 공로를 인정받았다."
유사한 노력은 미국 국무부에 의해 2002년 2월에 "그라운드 제로의 이미지들"이라는 제목으로 수행되었다. 이 전시는 9·11 테러를 상세히 다룬 조엘 마이어로위츠의 27개 이미지를 포함했으며, 대사관과 영사관의 지원을 받아 60개국으로 순회 전시되었다. 이 전시는 공격과 그 여파에 대한 대중의 기억을 형성하고 유지하기 위한 것이었다. 이 전시는 단순히 건물의 파괴가 아니라 비극의 인간적인 면을 보여주고자 했다. 또한 슬픔과 고통뿐만 아니라 복구 노력도 기록함으로써 회복과 해결의 이야기를 보여주는 것을 목표로 했다. 전시가 열린 많은 나라에서는 현지 인구에 맞게 개인화되었다. 예를 들어, 타워에서 사망한 사람들의 친척들이 종종 행사 개막식에 초대되었다.

### 춤
역사적으로 공연 예술의 위치는 춤이 권력을 보여주고, 국가적 자부심을 고취하며, 국제 관계를 유지하는 도구였음을 보여준다. 냉전 기간 동안 춤에 사용된 줄거리와 안무 선택은 사회주의 대 자본주의 가치를 보여주었다. 이를 통해 국가들은 자신들의 아이디어를 공유할 수 있었다. 1955년, 미국 국무부는 마사 그레이엄 무용단을 냉전의 영향을 받은 여러 국가에 파견했다. 이들 국가 중 일부는 버마, 인도, 파키스탄, 일본, 필리핀, 태국으로, 드와이트 D. 아이젠하워의 도미노 이론에 따라 공산주의에 쉽게 넘어갈 수 있는 우려가 되는 국가들이었다. 안무는 아시아적 미학과 미국적 가치를 혼합하여 미국과 자본주의 사회가 무엇을 생산할 수 있는지 보여주는 혁신적인 공연을 만들어냈다. 그녀의 공연은 찬사를 받았고 국제 사회의 눈에 비친 미국의 이미지를 재정립했다.
예술을 통한 문화 외교는 소련에 의해서도 사용되었는데, 그들은 문화에 높은 가치를 두었고 문화가 사람들을 하나로 묶을 수 있다고 믿었기 때문이다. "새로운 소련인"은 예술에 대한 이해를 가지고 사회에 기여할 수 있을 것으로 기대되었다. 1959년, 소련은 자신들의 높이 평가받는 발레단인 볼쇼이 발레단을 미국에 순회 공연시키기로 결정했다. 그들의 목표는 자국민의 예술적, 신체적 능력을 보여주는 것이었다. 레퍼토리에는 로미오와 줄리엣, 백조의 호수, 지젤, 석화 등이 포함되었다. 또한 혁명 전후의 내용을 모두 포함하는 두 개의 혼합 공연도 있었다. 백조의 호수와 그 작곡가인 표트르 차이콥스키는 마르크스주의 이데올로기에 부합하는 러시아 고전으로 간주되어 공산주의 레퍼토리로 받아들여졌다. 다른 고전 발레들도 이 이데올로기를 보여주기 위해 재설계되었다. 미국인들은 발레를 보는 것에 매우 흥분했고 발레리나들을 칭찬했지만, 레퍼토리는 그렇게 잘 받아들여지지 않았다. 이것은 비평가들이 발레단을 보는 기쁨을 표현하면서 소련의 정치에 비판을 가하는 데 사용한 도구였다. 공산주의가 구식 이데올로기라는 불평은 공연된 발레 대부분이 고전 작품이었기 때문에 생명을 얻었다. 예를 들어 발란신과 마사 그레이엄이 미국에서 제작한 춤은 개인주의적인 스타일의 현대적인 것으로 간주되었다.
냉전기 춤의 후기 사례는 문화 관계 개선을 위해 소련과 미국이 한동안 발레단을 교환한 것이다. 1962년 10월, 뉴욕 시티 발레단 (NYCB)은 소련을 순회 공연했다. 뉴욕시에서는 볼쇼이 발레단이 아람 하차투리안의 스파르타쿠스 (발레)를 공연하고 있었다. 이 발레는 미국 관객들을 흥분시키고 소련이 새롭고 액션 넘치는 공연을 제작할 수 있음을 증명하기 위한 것이었다. 소련의 창작물은 스탠리 큐브릭의 할리우드 영화 스파르타쿠스가 이 공연 이전에 개봉되었기 때문에 여전히 혁신적이라고 간주되지 않았다. 동시에 러시아에서 태어났음에도 불구하고 미국 발레에서 매우 영향력 있는 인물로 간주되는 조지 발란신의 발레 17개가 소련에서 공연되고 있었다. 다시 한번 발레는 국제 관계를 개선하면서 예술성과 권력을 보여주는 데 사용되었다. 여러 요인들이 이 투어를 냉전 교환의 정점으로 만들었다. 이 투어는 쿠바 미사일 위기와 동시에 일어났다. 또한 NYCB가 소련에 출연하는 것은 발란신 발레에 대한 비평이 검열되었기 때문에 의문스러웠다. 적대감 대신 무용단은 따뜻한 환영을 받았다. 미국과 소련 모두 발란신이 안무 전반에 걸쳐 음악을 강조하기로 한 결정에 동의했다. 하지만 발란신이 음악에는 의미가 없다고 자주 선언하고 소련 사회는 같은 이념을 가지고 있지 않았기 때문에 여전히 근본적인 의견 불일치가 있었다. 각 무용단의 발레가 사회와 예술에 대한 선입견에 따라 판단되었기 때문에 의견이 충돌하고 해석이 달랐다. 미국은 주로 자본주의적이고 개인주의적인 사고와 일치하는 추상적인 현대 작품을 제작하는 것으로 알려져 있었다. 반면에 소련은 시민을 재교육하고 사회의 중요성을 강조하기 위한 서사 발레를 제작하고 있었다. 이러한 교환은 자본주의와 공산주의 사이의 전투로도 여겨졌으며, 각자 자신의 가치와 권력을 과시했다. 이들은 국제 관계를 개선하면서 예술성과 권력을 보여주는 데 사용된 춤의 몇 가지 예에 불과하다.

### 전시회

소련 펩시 라벨

전시회는 냉전 기간 동안 미국과 소련 모두 문화와 진보를 보여주기 위해 자주 사용되었다.
1959년, 아메리칸 내셔널 전시회가 모스크바의 소콜니키 공원에서 개최되었다. 이 전시회는 리처드 닉슨 부통령이 개막했으며, 월트 디즈니, 버크민스터 풀러, 윌리엄 랜돌프 허스트, 그리고 펩시, 코닥, 메이시의 고위 경영진이 참석했다. 전시회에는 미국 소비재, 자동차, 보트, RCA 컬러 TV, 식품, 의류 등이 전시되었으며, 펩시와 같은 미국 제품 샘플도 제공되었다. 전형적인 미국식 주방이 내부에 설치되어 관람객들은 버드 아이 냉동 식품이 준비되는 것을 볼 수 있었다. IBM RAMAC 컴퓨터는 미국에 대한 3,500개의 질문에 러시아어로 답하도록 프로그래밍되었다. 가장 인기 있는 질문은 "아메리칸 드림의 의미는 무엇인가?"였다. 소련은 당원들에게만 티켓을 주고 자체적으로 경쟁 전시회를 설치하여 관람객을 제한하려고 했다. 그러나 결국 사람들은 찾아왔고, 나눠준 기념품 배지는 전국 곳곳에서 발견되었다. 소련은 인쇄물을 금지했지만, 미국인들은 어쨌든 나눠주었다. 가장 인기 있는 품목은 성경과 시어스 카탈로그였다. 전시회 가이드들은 러시아어를 구사하는 아프리카계 미국인과 여성을 포함한 미국인 대학원생들이었다.
이로 인해 러시아인들은 실제 미국인들과 이야기하고 어려운 질문을 할 수 있었다. 모스크바 주재 대사인 르웰린 톰슨은 "이 전시회는 우리에게 다섯 대의 새로운 전함보다 더 가치 있을 것"이라고 말했다.

### 교환

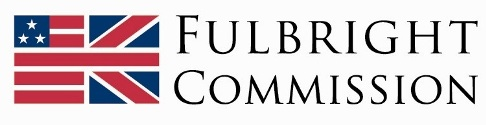
미국-영국 풀브라이트 신규 로고

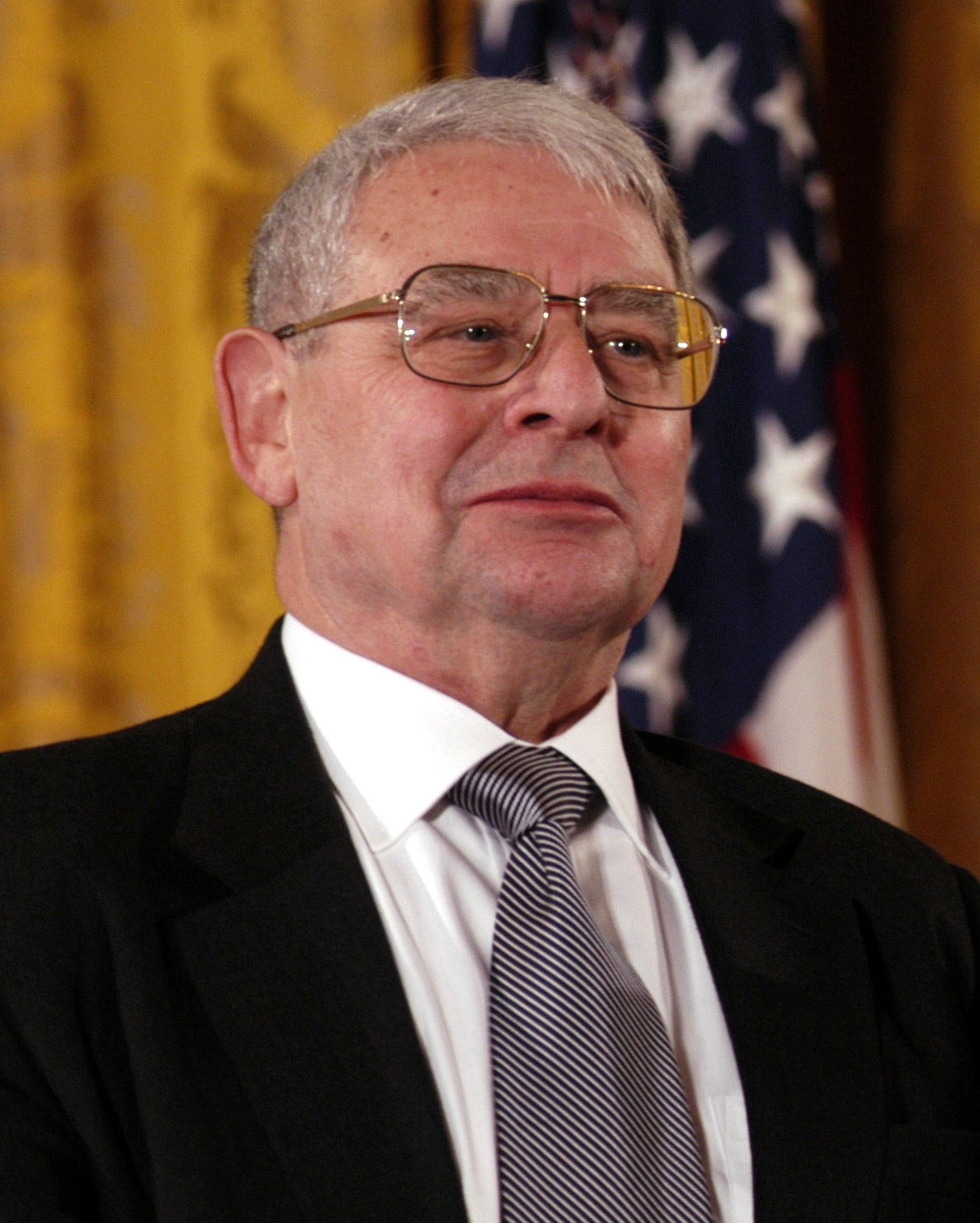
엑스선천문학의 선구자였던 풀브라이트 장학생 리카르도 자코니.

교환의 유용성은 두 가지 가정에 기반한다. 어떤 형태의 정치적 의도가 교환 뒤에 놓여 있으며, 그 결과는 어떤 종류의 정치적 효과를 가져올 것이라는 점이다. 아이디어는 교환이 해외의 영향력 있는 사람들의 네트워크를 형성하여 그들이 주최국과 연결되고 그곳에서 보낸 시간 때문에 주최국을 더 감사하게 생각하게 될 것이라는 것이다. 교환은 일반적으로 어린 나이에 이루어지며, 이는 주최국에게 어린 나이에 애착을 형성하고 영향력을 얻을 기회를 제공한다.
교환의 한 예는 미국의 풀브라이트 장학 프로그램이다.
미국과 소련은 냉전 기간 동안 다양한 교육 교류 프로그램을 운영했다.

### TV, 음악, 영화
대중 오락은 그것이 묘사하는 사회에 대한 진술이다. 이러한 문화적 표현은 소비자 선택 및 기타 가치와 관련된 중요한 메시지를 전달할 수 있다. 예를 들어, 미국 영화를 보는 소련 관객들은 미국인들이 자가용을 소유하고, 음식을 사기 위해 긴 줄을 서지 않으며, 공동 아파트에 살지 않는다는 것을 알게 되었다. 할리우드가 영화를 제작할 때 이러한 관찰이 정치적 메시지가 될 의도는 없었지만, 그럼에도 불구하고 그들은 이를 전달했다.
라틴 재즈 음악과 볼레로를 특징으로 하는 문화 프로그램은 이미 미국 국무부에 의해 제2차 세계 대전 기간 동안 중요한 외교 도구로 인식되었다. 1940년대 초, 미주 연합 조정관 사무실의 넬슨 록펠러는 CBS의 에드먼드 A. 체스터와 협력하여 양 대륙의 청중을 위해 북미와 남미의 주요 음악가들을 선보였다. 알프레도 안토니니, 테리그 투치, 존 세리 시니어, 미겔 산도발, 후안 아르비주, 엘사 미란다, 에바 가르자, 마놀리타 아리올라, 케이트 스미스, 그리고 네스터 메스타 차이레스와 같은 음악가들이 공유된 음악 공연을 통해 아메리카 대륙 전체에 평화를 증진시키기 위한 이 진정한 국제적인 노력에 참여했다 (참조 비바 아메리카 참조).
제2차 세계 대전 후 시대에 미 육군은 또한 유럽의 폐허 속에서 문화 프로그램이 귀중한 외교 도구임을 인정했다. 1952년, 미국 제7군은 미국의 문화 유산을 유럽과 공유한다는 것을 보여주기 위해 젊은 지휘자 새뮤얼 애들러의 전문 지식을 활용하여 독일 슈투트가르트에 제7군 심포니 오케스트라를 설립했다. 오케스트라의 클래식 음악 공연은 1962년까지 유럽 전역에서 계속되었다. 그들은 제임스 딕슨, 존 페리토, 헨리 루이스, 케네스 셔머혼 등 여러 저명한 지휘자와 음악가들의 재능을 선보였다.
미국과 소련 간의 냉전이 1950년대에 심화됨에 따라, 국무부는 또한 클래식 음악 공연을 필수적인 외교 도구로 지원했다. 이러한 점을 염두에 두고, 드와이트 D. 아이젠하워 대통령은 1954년에 국제 문제 비상 기금을 설립하여 무용, 연극, 음악 분야에서 미국의 문화적 성과를 국제 청중에게 선보이는 것을 장려했다. 1954년, 국무부의 문화 발표 프로그램은 미국 국립 극장 및 아카데미 (ANTA)의 음악 자문 패널과 협력 관계를 맺고 전 세계 공연장에서 미국을 가장 잘 대표할 수 있는 잠재적인 음악 공연자들을 평가했다. 자문 패널의 회원으로는 버질 톰슨, 이스트먼 스쿨 오브 뮤직의 하워드 한슨, 줄리아드 스쿨의 윌리엄 슈만, 밀튼 카팀스, 그리고 음악 비평가 알프레드 프랑켄슈타인과 같은 저명한 미국 작곡가 및 학자들이 포함되었다. 또한 국무부는 한슨의 이스트먼 필하모니아 오케스트라를 1961년 대규모 국제 문화 교류 순회 공연에 선정했다. 이스트먼 스쿨 오브 뮤직의 이 엘리트 학생 그룹의 콘서트 공연은 유럽, 중동 및 러시아의 16개국 34개 도시에서 열광적인 청중으로부터 비평가들의 찬사를 받았다. 마찬가지로, 베이스 바리톤 윌리엄 워필드는 국무부에 의해 1950년대에 6번의 개별 유럽 순회 공연에 참여하도록 모집되었으며, 이 공연들에서는 오페라 포기와 베스가 상연되었다.
재즈는 냉전 기간 동안 정치적 유대 관계를 맺는 데 결정적인 역할을 했다. 프로듀서 윌리스 코노버는 재즈가 새로운 스타일의 음악을 느슨한 구조와 즉흥 연주로 도입함으로써 반이데올로기 또는 대안적인 생활 방식을 구현한다고 설명했다. 1955년 11월, 뉴욕 타임즈는 루이 암스트롱을 미국에서 가장 효과적인 대사로 선언했다. 미국 외교관들이 할 수 없었던 것을 암스트롱과 그의 재즈 음악이 해냈다. 이 기사는 암스트롱과 같은 음악가들이 소통을 위한 보편적인 언어를 만들었다고 주장했다.
재즈는 원래 1920년대와 1930년대에 소련에서 나타났지만, 빠르게 사라졌다. 제2차 세계 대전 후 재즈가 다시 부상하기 시작했지만, 안드레이 즈다노프에 의해 비난받았다. 그는 재즈가 정치적 불안의 시기에 미국에서 성장했기 때문에 타락하고 자본주의적이라고 간주했다. 1950년대부터 1960년대까지 미국 민권 운동, 아프리카의 탈식민지화 및 아시아의 탈식민지화, 그리고 미국과 소련의 문화적, 정치적 경쟁은 문화 교류의 필요성을 낳았다. 그 결과, 미국 정부는 아프리카계 미국인 음악가들로 구성된 재즈 밴드를 중동과 아프리카를 포함한 해외로 순회 공연을 보내 아프리카 음악가들이 그들의 아프리카 유산과 연결고리를 만들도록 하는 것을 목표로 했다.
듀크 엘링턴, B.B. 킹, 디지 길레스피는 모두 아프리카를 방문하여 아프리카 디아스포라와의 연결을 촉진했다. 1956년, 디지 길레스피는 중동 여행 중 음악 대사의 역할을 맡았다. 그는 아이젠하워 대통령에게 자신과 그의 재즈 밴드가 붉은 선전에 효과적이었다고 보고했다. 인종 간 그룹으로 구성된 재즈 밴드는 사회적, 언어적 장벽을 넘어 소통할 수 있었다. 밴드가 그리스 아테네를 여행하는 동안, 공연은 그리스의 우익 독재에 대한 미국의 입장에 격분한 반미 학생들의 청중을 변화시켰다. 공연이 끝날 무렵, 길레스피는 관객들이 음악을 좋아했으며 공연 후 자신을 어깨에 메고 다녔다고 말했다. 외교관들은 대중에게 음악 외교의 긍정적인 효과를 강조했다.
1955년부터 1996년까지 재즈 프로듀서 윌리스 코노버는 미국의 소리(Voice of America)에서 "뮤직 USA"라는 음악 프로그램을 진행하며 재즈 음악가들이 미국 대사로 부상하는 것을 도왔다. 코노버는 "재즈는 완전한 규율과 무정부 상태의 교차점"이라며, 음악가들이 템포, 조, 코드를 합의하면서도 표현의 자유로 구별된다고 설명했다. 전 세계적으로 3천만 명이 넘는 청취자들이, 소련의 수백만 명을 포함하여, 각각 뉴스 방송 전에 45분간의 팝 음악과 45분간의 재즈를 들었다. 많은 비평가들은 코노버의 프로그램이 제2차 세계 대전 이후 소련 내 재즈의 부활에 큰 역할을 했다고 언급했다.

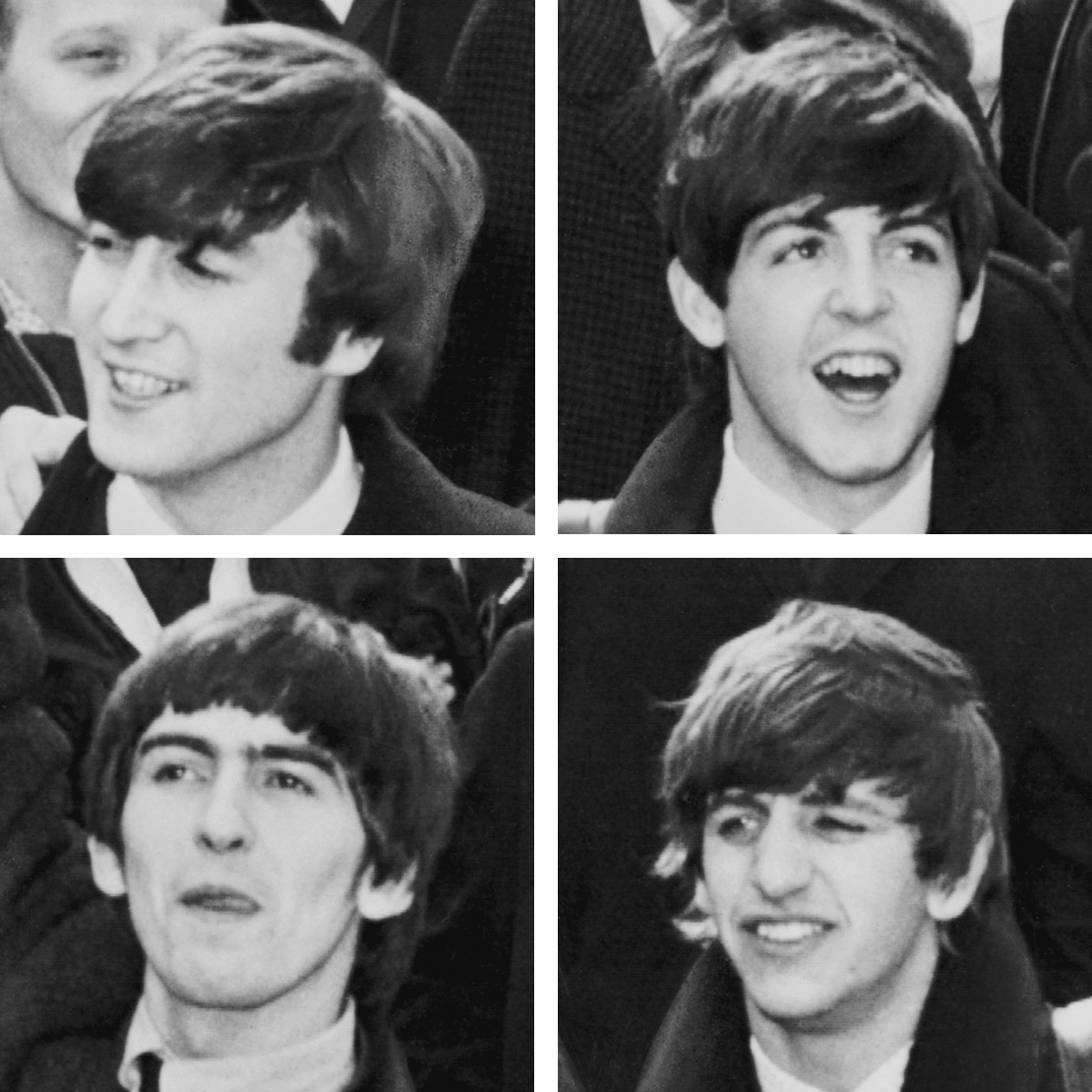
1964년 뉴욕 시티의 비틀즈 멤버들

비틀즈가 냉전 시대 러시아에 미친 영향은 음악 예술가와 그들의 노래가 어떻게 정치적으로 변할 수 있는지를 보여주는 사례이다. 이 시기 록 음악은 진보적이고 현대적인 예술 형식으로서 자유로운 "서구" 사상을 전달했다. 비틀즈는 서구 문화를 상징하여 새로운 사상을 도입했으며, 많은 사람들은 이것이 공산주의 붕괴에 기여했다고 믿는다. 그 결과 비틀즈는 소련에서의 인기를 통해 문화 외교관 역할을 했다. 그들의 음악은 젊은이들의 소통을 촉진하고 대중문화라는 공통된 정신으로 사람들을 하나로 묶었다.
콜랴 바신, 상트페테르부르크 비틀즈 박물관 및 사랑, 평화, 음악 사원의 설립자는 비틀즈가 "완벽성 테스트와 같았다"고 말했다. "누구든 그들에 대해 안 좋은 말을 하면, 우리는 그 사람이 어떤 가치를 지녔는지 바로 알 수 있었다. 당국, 우리의 선생님, 심지어 부모님까지도 우리에게는 바보가 되었다." 소련 정부가 비틀즈의 인기가 자국민에게 퍼지는 것을 막으려 했음에도 불구하고, 이 밴드는 영국에서만큼이나 소련에서도 인기가 많았다. 정부는 비틀즈의 부르주아적 기행을 포함한 모든 서구적 이상 표현을 검열하고, 소련 시민들이 그들의 음악에 접근하는 것을 제한하기까지 했다. 다큐멘터리 영화 제작자 레슬리 우드랜드는 러시아인들이 서방에 대해 들었던 것에 대해 다음과 같이 말했다. "사람들이 비틀즈의 훌륭한 음악을 듣자, 그것은 전혀 맞지 않았다. 당국의 예견은 그들이 듣고 있는 것과 일치하지 않았다. 시스템은 두려움과 거짓말 위에 세워졌고, 이런 식으로 비틀즈는 두려움을 종식시키고 거짓말을 폭로했다." 미하일 고르바초프의 통역사 파벨 팔라즈첸코는 비틀즈의 음악이 "음악적 안도감의 원천이었다"고 말했다. "그들은 우리만의 세상을, 점점 더 스탈린주의를 연상시키는 지루하고 무의미한 이념적 의식과는 다른 세상을 만드는 데 도움이 되었다...". 고르바초프처럼 많은 러시아 청소년들은 비틀즈가 냉전으로 인해 부과되고 현재 정치 체제에 의해 강화된 문화적 고립을 극복하는 방법이라고 동의했다.
이런 식으로 비틀즈의 음악은 노래 자체가 정치적 의도를 갖지 않았음에도 불구하고 소련에서 정치적인 반향을 일으켰다.
이러한 접촉은 양방향으로 이루어졌다. 1968년 "Back in the USSR"이라는 노래가 발매되었을 때, 앨범 커버에는 폴 매카트니의 다음과 같은 문구가 인용되었다: "이 레코드를 소련을 위해 특별히 그리고 독점적으로 발매함으로써, 나는 소련 국민들에게 평화와 우정의 손길을 내밀고 있다." 폴 매카트니가 2003년 5월 처음 러시아를 방문했을 때, 거의 50만 명의 팬들이 그를 맞이했다. 한 러시아 평론가는 "붉은 광장에서 감동하지 않은 사람은 레닌뿐이었다"고 보도했다. 이것은 문화 산물이 자국 밖의 사람들에게 어떻게 영향을 미칠 수 있는지를 보여주는 예시이다. 또한 개인 시민이 의도치 않게 일종의 문화 대사가 될 수 있음을 보여준다.
2023년 9월, 앤터니 블링컨 미 국무장관은 미국 국무부에서 더 레코딩 아카데미와 협력하여 글로벌 음악 외교 이니셔티브를 출범했다.
오스트레일리아가 음악 외교 활동을 강화해야 한다는 목소리가 커지고 있다.

### 음식
주중국 미국 대사관은 2023년에 음식을 외교의 도구로 활용했다. 대사관의 공공외교 부서는 전국의 외교관들로부터 점심 사진을 수집하여 "미국 외교관들의 점심 식사"라는 제목의 사진 몽타주 비디오를 만들었는데, 이는 위챗과 시나 웨이보 계정에서 가장 많이 조회되고 참여도가 높은 게시물 중 하나가 되었다.

### 장소 브랜딩
이러한 이미지와 명성은 "국가의 전략적 자산"의 필수적인 부분이 되었다. 장소 브랜딩은 "잠재 고객이나 소비자가 특정 개체의 이름, 로고, 제품, 서비스, 이벤트 또는 이를 나타내는 모든 디자인이나 상징에 노출될 때 떠오르는 생각, 느낌, 연상 및 기대의 총체"이다. 장소 브랜딩은 한 국가의 이미지를 투자, 관광, 정치적 영향력 등에 적합하게 만드는 데 필요하다. 조지프 나이가 언급했듯이, "정보화 시대에는 더 나은 이야기를 가진 쪽이 승리하는 경우가 많다"는 점은 과거의 외교에서 브랜드 구축 및 평판 관리로의 전환을 가져왔다. 요컨대, 한 국가는 자신의 문화를 사용하여 긍정적인 가치와 이미지를 대표하는 브랜드를 만들 수 있다.

### 박물관 외교
박물관 외교는 박물관과 그들이 전시하는 문화 유물과 관련된 문화 외교의 하위 분야이다. 이는 박물관을 건설/지원하거나, 예술/고대 유물을 기증하거나, 순회전의 형태로 이루어질 수 있다.
프랑스는 식민지 시대에 약탈된 예술품과 유물을 본국으로 반환하는 것을 외교적 수단으로 활용하는 데 앞장섰다.
1974년, 중화인민공화국은 냉전 기간 중 워싱턴 D.C.의 내셔널 갤러리 오브 아트에서 열린 "중화인민공화국 고고학 발견전"이라는 첫 번째 고고학 전시회를 미국에서 개최했다. 385점의 유물을 선보인 이 전시회는 중국의 국가 이념을 홍보하면서도 미국–중국 관계를 개선하기 위한 전략적인 문화 외교 행위였다.

### 판다 외교
중국은 판다 외교를 사용하여 국가 이익을 증진하고 있다.

### 친선 방문
친선 방문은 유명한 사람이나 사물이 여러 장소를 순회하며, 특정 집단이나 지역에 대한 자비로운 관심이나 우려를 표명하고, 당사자 간의 관계를 개선하거나 유지하며, 방문하는 장소에 해당 품목이나 인물을 전시하는 것을 목적으로 하는 순회 방문이다.
친선 방문은 우호적이어야 하지만, 경우에 따라 방문하는 장소나 정부에 위협적으로 느껴질 수도 있다. 동시에 친선 방문은 이전에 수립되었거나 가정된 우정을 방문하는 장소와 정부에 "상기시키는" 방법으로 사용될 수도 있다.
주목할 만한 친선 방문으로는 1928년 11월~12월 허버트 후버 대통령 당선인의 라틴 아메리카 친선 방문, 1949년 샌프란시스코 실즈 (야구단)의 일본 친선 방문, 재클린 케네디의 1962년 인도 및 파키스탄 친선 방문, 1969년 아폴로 11호 우주비행사들의 전 세계 GIANTSTEP-APOLLO 11 대통령 친선 방문이 있다.

## 합병증
문화 외교는 문화 외교 프로그램을 수행하려는 모든 정부에 여러 가지 독특한 과제를 제시한다. 외국 인구가 관찰하는 대부분의 아이디어는 정부의 통제 밖에 있다. 정부는 일반적으로 대중에게 도달하는 책, 음악, 영화, TV 프로그램, 소비재 등을 생산하지 않는다. 정부가 할 수 있는 최선은 메시지가 해외 대중에게 전달될 수 있도록 기회를 만드는 데 노력하는 것이다. 세계화 시대에 문화적으로 관련성을 유지하려면 정부는 무역을 포함한 정보 및 통신 기술 흐름을 통제해야 한다. 이는 정부가 정보 흐름의 대부분을 통제하지 않는 자유 시장 사회에서 운영되는 정부에게도 어려운 일이다. 정부가 할 수 있는 일은 무역 협정을 활용하거나 외국 통신망에 대한 접근권을 확보하여 문화 수출이 번성하는 곳을 보호하는 것이다.
외국 정부 관리들이 특정 문화 수출에 반대하거나 저항할 수 있는 반면, 사람들은 이를 환호할 수도 있다. 이는 공식 정책에 대한 지지를 얻기 어렵게 만들 수 있다. 문화 활동은 한 국가에 축복이자 저주가 될 수 있다. 이는 문화의 특정 요소가 외국 관객에게 불쾌감을 줄 경우 발생할 수 있다. 특정 문화 활동은 또한 국가 정책 목표를 훼손할 수 있다. 이에 대한 예로는 공식 정부 정책이 여전히 이라크 전쟁을 지지하는 동안 미국에서 전쟁에 대한 공개적인 반대가 있었다는 점이 있다. 동시에 시위의 확산은 일부 외국인들을 미국의 개방성에 매료시켰을 수도 있다.

## 주요 기관
- 브라질 문화원, 브라질
- 공자학원, 중화인민공화국[98]
- 카로 이 쿠에르보 연구소, 콜롬비아
- 체코 센터, 체코
- 덴마크 문화원, 덴마크 (1940– )
- 유럽 연합 국립 문화원, 유럽 연합
- 알리앙스 프랑세즈, 프랑스
- 프랑스 문화원, 프랑스
- 핀란드 문화 및 학술 기관, 핀란드
- 독일 문화원, 독일
- 그리스어 센터, 그리스
- 헬레닉 문화 재단, 그리스
- 발라시 연구소, 헝가리 (1927– )
- 인도 문화 관계 위원회, 인도
- 아일랜드 문화원, 아일랜드
- 이탈리아 문화원, 이탈리아
- 단테 알리기에리 협회, 이탈리아
- 평화를 위한 EMMA, 이탈리아
- 유대인 기구, 이스라엘
- 국제교류기금, 일본
- 조선친선협회, 조선민주주의인민공화국
- 센트로 리잘, 필리핀
- 아담 미츠키에비치 연구소, 폴란드
- 폴란드 연구소, 폴란드
- 카몽이스 문화원, 포르투갈
- 루마니아 문화원, 루마니아
- 틀:나라자료 RU 루스키 미르 재단, 러시아
- 한국문화원, 대한민국
- 한국국제교류재단, 대한민국
- 세르반테스 문화원, 스페인
- 스웨덴 문화원, 스웨덴
- 우크라이나 연구소, 우크라이나
- 영국 문화원, 영국 (1934– )
- 교육문화국, 미국
- 미국 문화 정보국, 미국 (1953–99)
- 유누스 엠레 문화원, 튀르키예

## 같이 보기
- 음식 외교
- 디지털 외교
- 판다 외교
- 준외교
- 공공외교
- 과학 외교
- 소프트 파워
- 자매 도시

## 더 읽어보기
- Ang, Ien, Yudhishthir Raj Isar, and Phillip Mar. "Cultural diplomacy: beyond the national interest?" International Journal of Cultural Policy 21.4 (2015): 365–381. online
- Arndt, R. The first resort of kings. American cultural diplomacy in the twentieth century (Potomac Books, 2006). excerpt
- Barghoorn, Frederick C. The Soviet cultural offensive : the role of cultural diplomacy in Soviet foreign policy (1976) online
- Becard, Danielly Silva Ramos, and Paulo Menechelli. "Chinese Cultural Diplomacy: instruments in China's strategy for international insertion in the 21st Century." Revista Brasileira de Política Internacional 62 (2019) online.
- Brown, John. "Arts diplomacy: The neglected aspect of cultural diplomacy." in Routledge handbook of public diplomacy (Routledge, 2020) pp. 79–81.
- Carta, Caterina, and Richard Higgott. "Cultural Diplomacy in Europe." in Between the Domestic and the International (2020) org/10.1007/978-3-030-21544-6 online 보관됨 2013-07-11 - 웨이백 머신
- Chan, Shing-Kwan. "Relics and rapprochement: The intricacies of cultural diplomacy in China's first archaeological exhibition in the U.S. during the Cold War era." Museum History Journal 17.1 (2023): 76–94 online.
- Clarke, David, and Paweł Duber. "Polish cultural diplomacy and historical memory: the case of the Museum of the Second World War in Gdańsk." International Journal of Politics, Culture, and Society 33.1 (2020): 49–66 online.
- Davidson, Lee, and Leticia Pérez-Castellanos, eds. Cosmopolitan Ambassadors: International exhibitions, cultural diplomacy and the polycentral museum (Vernon Press, 2019) online 보관됨 2023-03-16 - 웨이백 머신.
- DeCarli, Ashley M. Topics Performing arts, International relations, Multiculturalism in art (Naval Postgraduate School, 2010) online
- Gienow-Hecht, Jessica C. E. Transmission impossible : American journalism as cultural diplomacy in postwar Germany, 1945–1955 (1999) online
- Goff, Patricia M. "Cultural diplomacy." in Routledge Handbook of Public Diplomacy (Routledge, 2020) pp. 30–37.
- Hebert, David; McCollum, Jonathan (2022). 《Ethnomusicology and Cultural Diplomacy》. Lanham, MD: Lexington Books (Rowman & Littlefield). 2024년 3월 3일에 원본 문서에서 보존된 문서. 2025년 6월 27일에 확인함. ISBN 9781793642912
- Isar, Y. R. "Cultural diplomacy: an overplayed hand?" Public diplomacy magazine, 3, Winter 2010. online 보관됨 18 10월 2018 - 웨이백 머신
- Lane, Philippe. French scientific and cultural diplomacy (2013) online
- Lee, Seow Ting. "Film as cultural diplomacy: South Korea's nation branding through Parasite (2019)." in Place Branding and Public Diplomacy 18.2 (2022): 93–104. online
- Liu, Xin. China's Cultural Diplomacy: A Great Leap Outward? (Routledge, 2019) online.
- Mitchell, J. M. International cultural relations (Allen and Unwin, 1986).
- Ninkovich, Frank A. U.S. information policy and cultural diplomacy (1996) online
- Paschalidis, G., "Exporting national culture: histories of cultural institutes abroad" International journal of cultural policy, (2009) 15 (3), 275–289.
- Pells, Richard. Not like Us: How Europeans Have Loved, Hated and Transformed American Culture since World War II (1997) online
- Prevots, Naima. Dance for export : cultural diplomacy and the Cold War (2001) online
- Sadlier, Darlene J. Americans all : good neighbor cultural diplomacy in World War II (2012) online, in Latin America
- Scott-Smith, Giles, and Hans Krabbendam, eds. The Cultural Cold War in Western Europe, 1945–60 (Routledge 2004)
- Singh, Rana PB, and Pravin S. Rana. "Cultural Diplomacy in India: Dispersal, Heritage Representation, Contestation, and Development." Transcultural Diplomacy and International Law in Heritage Conservation (Springer, Singapore, 2021) pp. 231–256.
- Trommler, Frank, and Elliott Shore, eds. The German-American Encounter: Conflict and  Cooperation Between Two Cultures, 1800–2000 (2001).
- Tuch, Hans J. Communicating with the World: US Public Diplomacy Overseas (Institute for the Study of Diplomacy, Georgetown University, 1990).
- Wagnleiter, Reinhold. Coca-Colonization and the Cold War: The Cultural Mission of the U.S. in Austria after the Second World War ( U of North Carolina Press, 1995).
- Wieck, Randolph R. Ignorance Abroad: American Educational and Cultural Foreign Policy and the Office of the Assistant Secretary of State (Praeger, 1992).
- 10 Great Moments in Music Diplomacy, 남캘리포니아 대학교 공공외교 센터, 2015년 2월 12일.

### 역사서술 및 기억
- Clarke, D., "Theorising the role of cultural products in cultural diplomacy from a cultural studies perspective"  International journal of cultural policy (2014).  doi:10.1080/10286632.2014.958481.
- Gienow-Hecht, Jessica C.E., and Mark C. Donfried, eds. Searching for a cultural diplomacy (Berghahn Books, 2010).
- Tomlinson, John. Cultural Imperialsm: A Critical Introduction (Pinter, 1991).